# Оскар Шпете
Оскар Шпете (рум. Oscar Späthe; 1875, Бухарест — 23 листопада 1944) — румунський скульптор, один із засновників Товариства художньої молоді.

## Біографія
Родом із німців-лютеран, які жили в Румунії.
Навчався в Мюнхенській Академії образотворчих мистецтв, де дебютував в 1898 скульптурою «Танцювальний фавн». Автор безлічі скульптурних портретів (у тому числі Штефана Лук'яна та Олександру Влахуце), кількох пам'ятників («Костаку Негрі» у Галацах та «Михай Витязь» у Келугерені), та кількох скульптур алегоричного та міфологічного характеру «Вкаханка», «Сатир» та ін.). Творив у манері академізму, його роботи відрізняються точністю деталей та виразністю.
Оскар Шпете переконав принцесу Марію стати покровителькою Товариства артистичної молоді, оскільки на нього справив враження інтерес принцеси до ідеалістичного та містичного мистецтва. Деякі з його найуспішніших робіт були замовлені або куплені принцесою: Святий Іоанн Хреститель, Візантійський Святий, Fiat lux, Florentina та погруддя принцеси Єлизавети.
У 1932 році листом, зареєстрованим у мерії за No. 22777 від 25 жовтня скульптор Оскар Шпете направив макет пам'ятника Олександру Іоанну Куза, який він запропонував виготовити з ініціативи мера Галаца Крістака Теодору. Пам'ятник складався з «постаті правителя, що сидить на п'єдесталі, і барельєфа, що представляє Союз князівств». Проект було розроблено для Муніципального парку. Пропозиція була прийнята, але не було реалізовано у зв'язку з тим, що у листопаді 1933 року Кристаке Теодору втратив посаду, а новий мер не виділив фінансування.
Помер 23 листопада 1944 року у віці 69 років у селі в окрузі Бузеу, де він переховувався від бомбардувань, що руйнували Бухарест.